# Cetra
Cetra es el nombre de un pequeño escudo parecido al pelta griego hecho exclusivamente con nervios y guarnecido de cuero, que usaron los españoles en tiempos antiguos. 
Que había efectivamente alguna singularidad lo prueba Tito Livio (lib. 21. cap. 21) al hablar de las tropas españolas. Tanto al ir a Cartago como al pasar a Italia, dice que iban cetrados y hasta usa este adjetivo sustantivado como denominación. César también asegura que Afranio y Petreyo llevaban cohortes de infantería española cetrada, es decir, con escudo especial. Servio Honorato explica que la cetra es escudo hecho de piezas de cuero sin madera alguna  y usado por españoles. San Isidoro, que escribía sus Orígenes, pasada ya la dominación romana, todavía cita la cetra como hecha de solo cuero, sin madera: 

cetra, scutum loreum, sine ligno quo utuntur Afri et Mauri.

Desde entonces la cetra ya tomó el nombre árabe de adarga. Así lo cree Ambrosio De Morales (Crónica, lib. 8. cap. 23.) al decir:a 

Cetra era vocablo antiguo español, así que significaban el escudo de cuero, como ahora es el Adarga.

## Se usa también para designar un pequeño cazo de cobre u hoja de lata para sacar el agua de la tinaja
Referencias
Diccionario militar, etimológico, histórico, ... José Almirante y Torroella, 1869
- Datos: Q16446738